# Air Enthusiast
Air Enthusiast è stata una rivista aeronautica britannica, bimestrale, pubblicata dal gruppo Key Publishing. La pubblicazione ebbe inizio nel 1974 con il titolo di Air Enthusiast Quarterly, concepita come supplemento storico alla rivista Air International. Quest'ultima era (ed è tuttora) coinvolta nei temi dell'aviazione moderna e il Quarterly si occupava di questioni storiche.
Ogni numero conteneva 80 pagine. Air Enthusiast era illustrato con foto a colori e in bianco e nero, diagrammi, profili e disegni a tre viste. I primi numeri presentavano disegni in spaccato, ma poi sono stati eliminati. Gli articoli fornivano dettagli su aeromobili ed eventi.
La rivista è stata pubblicata da tre case editrici e ha cambiato redattori una volta, con William Green e Gordon Swanborough come redattori congiunti per 16 anni e Ken Ellis come editore unico per il periodo analogo.
La rivista ha cessato la pubblicazione con il numero 131, settembre/ottobre 2007.